# Ikotos (condado)

Estado de Equatória Oriental – Condado de Ikotos ao sul do mapa

Ikotos é um condado localizado no estado de Equatória Oriental, Sudão do Sul, com sede na cidade de Ikotos. O condado faz fronteira com a Uganda e possui aproximadamente 88.000 habitantes. 